# Plantica
plantica（プランティカ）は、アート、ファッション、ライフスタイル、メディアの領域で、花に関係するスペースデザイン、インスタレーションアート、テキスタイルデザイン、プロダクトデザイン、サービスデザイン、アートディレクションまでを手がけるクリエイティブスタジオ。
クリエイティブディレクターは日本の華道家・フラワーアーティストの木村貴史（きむら たかし）。

## 経歴
- 2007年（平成19年）クリエイティブスタジオ「plantica」を結成
- 2008年（平成20年）杉本彩プロデュース『UNDESTINO CHOCOLAT』のディスプレイデコレーション・ディレクションを担当
- 2009年（平成21年）
  - 10月、テレビ朝日『地球号食堂』の美術・装飾を担当
  - ユニクロのフリースTVCMにクリエイティブディレクター木村 貴史が出演
- 2010年（平成22年）
  - 1月、コンサートイベント『New Year Concert 2010 -J.S. Bach と 光悦-』の迎え花を装花
  - フランスの放送局CANAL PLUSのドキュメンタリー番組に出演
  - 11月、『松竹大歌舞伎・高浜町記念公演』の迎え花を装花
- 2011年（平成23年）
  - 広告『Four Roses Christmas Version』のフラワーアレンジを手がける
  - 9月、慶應義塾大学大学院メディアデザイン研究科（KMD）のイベント「KMDフォーラム」レセプション会場スペースデザインを担当
- 2012年（平成24年）
  - 1月、雑誌『HUGE（ヒュージ）』特集記事「Chasing THE FLOWER MEN 花と向き合う4人の男の生き様」にフラワーアーティストとして木村 貴史のインタビュー記事が掲載される
  - 『Agnes_b St. Valentine's day Giftbox』のギフトボックス・ディレクションを手がける
  - 広告『CHANDON（シャンドン）』のキービジュアル制作
  - 5月11日～6月3日、体験型展覧会「THE SUPER NATURAL RIDE 野性のつよさをよびさませ」のパブリックアイコンデザイン、グリーンディレクションを手がける
  - 6月30日、『TEDxTokyo 2012』会場ラウンジにてボタニカル・ファニチャーデザインを手がける
  - 12月、ISETAN park『CREATORS ART Christmas Greeting』に期間限定ショップをオープン
  - 2012年12月19日～13年1月27日、銀座POLA MUSEUM ANNEXにて初の大規模個展「plantica / Nomadic」にてストリートカルチャーとフラワーアートを関連づけた映像・写真・インスタレーション作品を展開
- 2013年（平成25年）
  - 3月20日、L'Arc～en～Ciel『20th L’Anniversary WORLD TOUR 2012 THE FINAL LIVE at 国立競技場』のDVDジャケット・アートワークを担当
  - 5月1日、EXILE ATSUSHI&辻井伸行『それでも、生きてゆく』Music Videoのアート・ディレクションを担当
  - 5月1日～12日、伊勢丹新宿本館で期間限定のポップアップストアを展開
  - デザインプロダクト「IKEBANA KIT」を展開
  - 9月、フランス・パリのデザイン国際見本市「MAISON&OBJET」、ファッション国際見本市「Paris Sur Mode」「Premiere Classe」にて「IKEBANA KIT」、ファッションアイテム「PETAL」、インスタレーションアートを展開
  - 9月7日、VOGUE主催Fashion’s night outにてVIVIENNE TAMとのコラボ商品においてフラワー・テキスタイルデザインを担当
  - 10月19日、参加型ファッションイベント『SHIBUYA FASHION FESTIVAL.4』のメインアイコン「蝶ネクタイ」を制作
  - 10月24～27日、アートフェア『青参道アートフェア』にフラワーアート作品を展示
  - 11月、シューズブランドTerremとのコラボ商品を展開
- 2014年（平成26年）
  - 1月、ドイツ・ベルリンMercedes-Benz Fashion Week中に開催されるファッション合同展示会『PREMIUM』にて会場スペースデザインとインスタレーションアートを展開
  - 2月6～13日、三越伊勢丹によるニューヨーク・ポップアップストア「ニッポニスタ（NIPPONISTA）」に参加。
  - 2月9～11日サウジアラビア・リアドのファッションイベント「Tokyo meets Riyadh」会場のスペースデザインとオフィシャルポスターのグラフィックデザインを担当
  - 3月31日、フジテレビ『笑っていいとも!』最終回に出演したSMAPのフラワーコサージュデザインを担当
  - 5月、NHK Worldドキュメンタリー番組『Rising Artist』に出演
  - 5月、NTT DOCOMOのスマートフォン「ARROWS NX」の壁紙グラフィックを担当
  - 6月、モナコ公国・カロリーヌ王女主催のフラワーアートイベント『Concours International de Bouquets』に招待され、生け花のインスタレーションを行なうと同時に「IKEBANA KIT」を献上
  - 7月、『United Nations Recreation Center』国連ケニア・ナイロビ支部にて「Nomadic」展を開催
  - 8月、ニューヨーク開催のファッション国際見本市『PROJECT | MAGIC』にて、ファッションアイテム「PETAL」がBest New Emarging Brandに選出
  - 8月24日～、フレグランスコスメシリーズ『ヴィーナススパ（VENUS SPA）』とのコラボ商品を開発
  - 9月12日～16日、ギャラリーROCKET「Have a Herbal Harvest」展にて押し花インスタレーションを展示
  - 10月17日～、ユニクロのフリースTVCMにクリエイティブディレクター木村 貴史が出演
- 2015年（平成27年）
  - 6月、デサントスイムウエアブランド『arena（アリーナ）』アリーナショップ原宿店、名古屋 ANNEX店、天神店インスタレーション
  - 7月、日清カップヌードルライトプラスポップアップストア装飾
  - 7月、福山雅治出演のアサヒスーパードライ TVCM 生け花オブジェ制作
  - 7月、レクサス 「25 years history of Lexus Show Case」 @Intersect by Lexus会場グラフィック
  - 7月、トヨタ ハリアー HARRIER Flower Salon with plantica　会場グラフィック
  - 7月、ミラノ国際博覧会 日本館にて作品展示